# Jadowniki
Jadowniki è una frazione polacca del distretto di Brzesko, nel voivodato della Piccola Polonia. Si trova circa 52 km a est di Cracovia. Ha una popolazione di 5 014 abitanti. Alcune fonti indicano il nome come Jadowniki Podgórne . L'origine del nome non è stata mai definita.
Le prime tracce di presenza umana risalgono nella tarda età del bronzo. La prima menzione del nome della frazione è tra il 1195 e il 1196 in una carta storica della Polonia. Nel XII secolo fu un importante insediamento.